# Mont Majura
Le mont Majura est la plus haute colline de Canberra, la capitale fédérale de l'Australie. Située à l'extrémité est du quartier de Hacket, elle fait partie du parc naturel de Canberra. Son sommet est équipé d'un gyrophare et d'une station radar. Il existe une route pour aller au sommet mais elle est interdite au public ; l'ascension, parmi les eucalyptus ne peut se faire qu'à vélo.

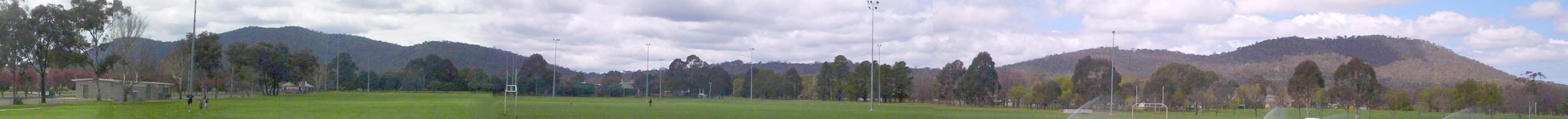
Le mont Majura (à gauche) et le mont Ainslie (à droite) vus du stade de Dickson.